# Jim Lindberg
James William Lindberg (Hermosa Beach, 26 de julho de 1965) é um músico e escritor americano, conhecido por ser o vocalista e letrista da banda punk californiana Pennywise.
Formou a banda em 1988 junto com o guitarrista Fletcher Dragge, o baixista Jason Thirsk (falecido em 1996) e o baterista Byron McMackin, que anteriormente tinha estudado em Mira Costa, onde Lindberg se formou em 1983.
Em 2008, escreveu o livro Punk Rock Dad: No Rules, Just Real Life, que relata as dificuldades sentidas ao conciliar o seu estilo de vida, como líder de uma banda de punk rock, com a responsabilidade de ser pai de três raparigas.
Jim Lindberg saiu momentaneamente dos Pennywise em 2009, dando lugar ao também vocalista dos Ignite, Zoli Teglas, mas retornou em outubro de 2012, pois Zoli lesionou as costas e não queria mais tocar com o grupo.
Em junho de 2010, após abandonar os Pennywise, Jim apresentou sua nova banda, The Black Pacific. A banda assinou pela SideOneDrummy Records e lançou um álbum homónimo, antes de iniciar um hiato que se mantém até hoje, desde 2012.
Em 2011, Jim foi o principal protagonista do documentário The Other F Word, um filme que retrata a vida atual de grandes artistas de punk rock, e como eles conciliam o seu extravagante estilo de vida com as suas famílias e filhos menores.

## Discografia

### Pennywise
- A Word from the Wise (1989, EP)
- Wildcard (1989, EP)
- Pennywise (1991)
- Unknown Road (1993)
- About Time (1995)
- Full Circle (1997)
- Straight Ahead (1999)
- Live at the Key Club (2000)
- Land of the Free? (2001)
- From the Ashes (2003)
- The Fuse (2005)
- Reason to Believe (2008)